# Lucas Coudrie
Lucas Coudrie (ook geschreven als Lucas Caudri en Lucas Courdie) was commandeur in de Zeeuwse kolonie Berbice van 1684-1687. 
Er is geen informatie beschikbaar over de ouders van Coudrie, zijn geboorte en jeugd. Over zijn afkomst is alleen bekend dat hij hugenoot was en afkomstig uit Frankrijk. Hoe en waarom hij in Nederlands-Guiana terechtkwam is onbekend. De eerste vermelding van zijn werkzaamheden in Berbice stamt uit 1679 en de laatst bekende activiteit van Coudrie vond plaats in juni 1689 in Suriname. 

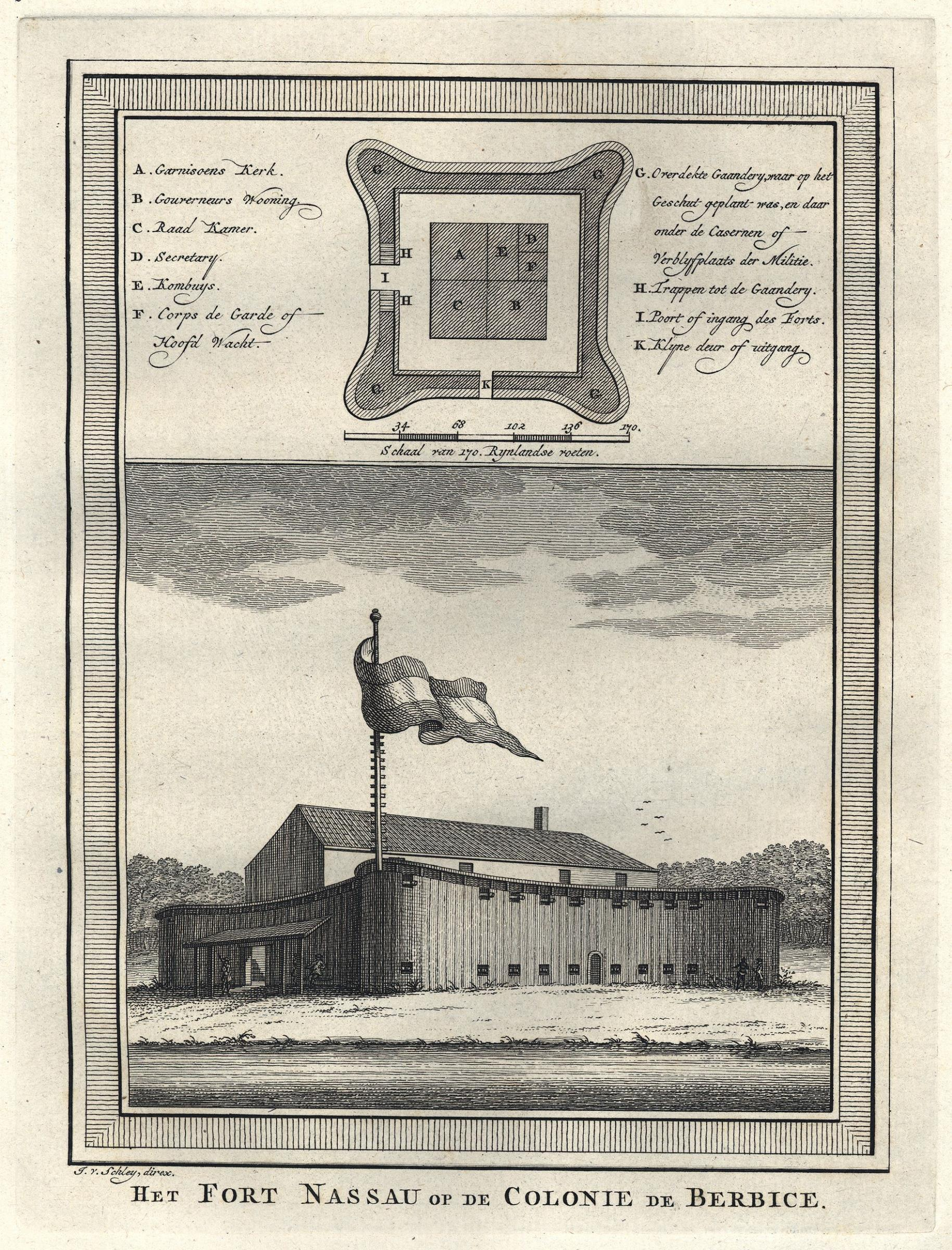
Aanzicht en plattegrond van het Fort Nassau in Berbice

De historicus Netscher schrijft over het werk van Coudrie in Berbice: dat Lucas Coudrie het Fort Nassau aanmerkelijk verbeterde en veel in het belang der kolonie deed.  Fort Nassau was in 1630 gebouwd, in 1678 gerestaureerd en in 1684 aangepast en uitgebreid door Coudrie. Het fort bestond uit een aarden wal met een houten palissade. In het midden stond een bakstenen gebouw met een kerkzaal voor het garnizoen, de woning van de gouverneur en een raadkamer, alsmede kleinere vertrekken voor de secretarie, de keuken en een ruimte voor de hoofdwacht.
In de periode 1679-1680 correspondeerde Coudrie met zijn ambtsgenoot in Suriname, gouverneur Johannes Heinsius. Die had hem verzocht om militairen en inheemse Arowakken naar Suriname te sturen die hij kon inzetten in de Inheemse oorlog in Suriname. Eenmaal aangekomen in Suriname weigerden de 250 Arowakken om de strijd aan te gaan met de Karaïben. In 1679 reageerde Coudrie met een lange brief op de beschuldigingen van Heinsius over de weigering. Coudrie weerlegde de kritiek en legde de schuld bij de Surinaamse bevelvoering.
In 1684 werd Coudrie genomineerd om zitting te nemen in de Raad van Politie in Suriname. Gouverneur Cornelis van Aerssen van Sommelsdijck heeft hem niet benoemd. In een bijlage van een brief van 13 juli 1684 aan de directeuren van de Sociëteit van Suriname schreef hij over zijn beweegredenen: Lucas Coudrie, zeer schandaleus met een dienstmeyt levende.
Jean du Casse, een Franse admiraal en boekanier had van de Franse regering in 1689 opdracht gekregen om Suriname te veroveren. Met zijn schip Le Hasardeux, dat uitgerust was met veertig kanonnen, en drie andere bewapende schepen viel hij in juni 1689 Fort Zeelandia in Suriname aan. François van Aerssen van Sommelsdijck, die op dat moment in Suriname verbleef om de zaken na de dood van zijn vader af te wikkelen, nam onmiddellijk maatregelen. Hij liet het geschut op fort Zeelandia in staat van paraatheid brengen en liet 250 soldaten en 231 burgers oproepen. 84 Joodse burgers stonden onder het bevel van kapitein Samuel Nassy, 69 anderen onder bevel van Lucas Coudrie en 78 onder kapitein Swart. De verdediging had succes. De kanonnen brachten zware schade toe aan de schepen en in de nacht van 11 mei droop het eskader af. Du Casse slaagde er ook niet in om daarna Berbice te veroveren. Wel lukte het hem daar om een brandschatting van ongeveer 20.000 gulden te incasseren.